# Anna Lacková-Zora
Anna Lacková-Zora z domu Domková, pseudonimy: Anna Zora Lacková, Teta Zora, Zora, Zora Lacková (ur. 7 sierpnia 1899 w Mošovce, zm. 8 września 1988 w Myjava) 
– słowacka poetka, pisarka, dramaturg, pisarka literatury dla dzieci i młodzieży.

## Życiorys
Anna Domková w latach 1915-1917 uczyła się w Písku. Początkowo pracowała jako urzędniczka bankowa, w latach 1917-1918 w Veľké Leváre, a w latach 1918-1919 w Myjava. W 1919 poślubiła pastora ewangelickiego P. Lacko i zamieszkali w Myjavie. W 1921 zadebiutowała zbiorem wierszy Jarné kvety. W 1924 roku wydała swoją pierwszą powieść Za cieľom života. W powieściach poruszała motyw miłości, trójkąta miłosnego, emancypacji kobiet, seksualności, sprzeczności między duszą a ciałem, emocjami i seksualnością. Często odnosiła się do mistycyzmu, spirytyzmu, teozofii, Zygmunta Freuda. Często jej bohaterowie poszukując sensu życia zmierzali do identyfikacji z ofiarą Chrystusa. W prozie historycznej (Anička Jurkovičová, Z čírej lásky) uchwyciła ruch i ideologię Ľudovíta Štúra w kontekście historii słowackiej i słowiańskiej. Powieść Anička Jurkovičová została zekranizowana przez reżysera, syna pisarki Jána Lacko.

## Wybrane dzieła

### Poezja
- 1921 – Jarné spevy

### Proza
- 1924 – Za cieľom života
- 1925 – Obrázky zo starých časov
- 1928 – Myšacia bundička. Povesť z našich časov
- 1938 – Myšacia bundička. Povesť z našich časov
- 1942 – Pútnice idú žitím
- 1948 – Anička Jurkovičová
- 1958 – Z čírej lásky

### Książki dla dzieci i młodzieży
- 1925 – Konvalinky, kytka rozprávok a básničiek
- 1932 – Sviatok slovenských detí
- 1958 – Čertík